# Hookeriopsis hornschuchiana
Hookeriopsis hornschuchiana là một loài Rêu trong họ Hookeriaceae. Loài này được (A. Jaeger) Broth. mô tả khoa học đầu tiên năm 1907.